# Condado de Castellflorit
El condado de Castellflorit es un título nobiliario español creado el 5 de noviembre de 1626 por el rey Felipe IV a favor de Martín de Torrellas y Bardají Fernández de Heredia y Luna, señor de las baronías de La Almolda y de Antillón.

## Condes de Castellflorit
|                                 | Titular                                                            |
| Creación por Felipe IV          | Creación por Felipe IV                                             |
| ------------------------------- | ------------------------------------------------------------------ |
| I                               | Martín de Torrellas y Bardají Fernández de Heredia y Luna          |
| II                              | Juan Bernardino Fernández de Heredia y Torrellas-Bardají           |
| III                             | José Lorenzo de Aragón y Gurrea                                    |
| IV                              | José Claudio de Aragón y Gurrea de Castro Pinós                    |
| V                               | Juana Petronila de Silva y Aragón, Fernández de Híjar y Pignatelli |
| VI                              | Pedro de Alcántara Fernández de Híjar y Abarca de Bolea            |
| VII                             | María del Pilar de Silva y Palafox                                 |
| .                               |                                                                    |
| Rehabilitación por Alfonso XIII |                                                                    |
| VIII                            | Jaime de Silva y Mitjans                                           |
| IX                              | Jaime de Silva y Agrela                                            |
| X                               | Francisco de Borja de Silva y Mora                                 |

## Historia de los Condes de Castellflorit
- Martín de Torrellas y Bardají Fernández de Heredia y Luna, I conde de Castellflorit.

1. Casó en primeras nupcias con Francisca de Santacruz Morales  Villanova.[2] Contrajo un segundo matrimonio con Luisa Sanz de Latrás y Catalán de Ocón, III condesa de Atarés. Le sucedió su hijo del primer matrimonio:

- Juan Bernardino Fernández de Heredia y Torrellas-Bardají (f. en 1699), II conde de Castellflorit, III marqués de Mora.

- José Lorenzo de Aragón y Gurrea (antes Bardají, Bermúdez de Castro, Borja, Torrellas), III conde de Castellflorit, III marqués de Cañizar, III marqués de San Felices de Aragón.

1. Casó con Josefa Cecilia de Aragón y Gurrea VI condesa de Luna. Le sucedió su hijo:

- José Claudio de Aragón y de Gurrea (1697-1761), IV conde de Castellflorit, X duque de Villahermosa, VIII marqués de Navarrés, IV marqués de Cañizar, IV marqués de San Felices de Aragón, VII conde de Luna. Soltero, sin descendientes.

- Juana Petronila de Silva y Aragón, Fernández de Híjar y Pignatelli, V condesa de Castellflorit.

- Pedro de Alcántara Fernández de Híjar y Abarca de Bolea, IX duque de Híjar.

- María del Pilar de Silva y Palafox (n. en 1766), condesa de Castellflorit.

Rehabilitado en 1921 por:
- Jaime de Silva y Mitjans (1893-1976), VIII conde de Castellflorit, XVI duque de Lécera, XII duque de Bournonville, VIII marqués de Fuentehoyuelo (por rehabilitación en 1921), X marqués de Rupit, X marqués de Las Torres, X marqués de Vilanant, (por rehabilitación a su favor en 1921), XVIII conde de Salinas, (rehabilitado a su favor en 1921), XXII vizconde de Alquerforadat y de Ebol, gentilhombre grande de España con ejercicio y servidumbre del rey Alfonso XIII.

1. Casó con María del Rosario Agrela y Bueno, II condesa de Agrela, hija de Mariano Agrela y Moreno, I conde de Agrela y de Leticia Bueno y Garzón, también dama de la Reina Victoria Eugenia de España e íntima amiga y confidente de esta.

Tuvieron por hijos a:
1. José Guillermo de Silva y Agrela, que le sucedió como XIII duque de Bournonville, IV conde de Agrela, casado con Glotia Mazorra y Romero, sin descendientes. Le sucedió su hermano Jaime:
2. Jaime de Silva y Agrela, que le sucedió como XVII duque de Lécera etc. y sucedió como duque de Bournonville, a su hermano José Guillermo de Silva y Agrela.
3. María del Rosario de Silva y Agrela, XI marquesa de Vilanant (por cesión de su padre en 1945). Casó con Fernando d'Ornellas y Pardo.

- Jaime de Silva y Agrela (1910-1996), IX conde de Castellflorit, XVII duque de Lécera, XIV duque de Bournonville, IX marqués de Fuentehoyuelo, XI marqués de Las Torres, XI marqués de Rupit, conde de Salinas, XVI conde de Vallfogona, IV conde de Agrela, XXIII vizconde de Alquerforadat.

1. Casó con Ana María de Mora y Aragón (1921-2006), hija de Gonzalo de Mora, IV marqués de Casa Riera, y hermana de Fabiola de Mora y Aragón, anterior reina consorte de los belgas.